# Rivaroxaban
Rivaroxaban (nella fase sperimentale conosciuto anche come BAY 59-7939) è un anticoagulante orale sviluppato dalla società farmaceutica Bayer. Si tratta del primo anticoagulante disponibile che agisce come un inibitore diretto del fattore Xa, attivo per via orale.
Appartiene alla famiglia dei farmaci denominati Nuovi anticoagulanti orali (NAO).
Il farmaco è utilizzato per la prevenzione del tromboembolismo venoso a seguito di alcuni interventi chirurgici di tipo ortopedico e nella pratica clinica; durante il ciclo di trattamento con rivaroxaban non è necessario un monitoraggio dei parametri della coagulazione.
In Italia il farmaco è venduto dalla Bayer con il nome commerciale di Xarelto, nella forma farmacologica di compresse rivestite da 10, 15 e 20 mg ed è rimborsabile dal Servizio Sanitario Nazionale (classe A).

## Farmacodinamica

La cascata della coagulazione. Si notino la via intrinseca ed estrinseca ed il ruolo del fattore Xa nella attivazione della protrombina

Rivaroxaban è un inibitore diretto e molto selettivo del fattore Xa. L'inibizione del fattore Xa prodotta dalla molecola blocca la via comune della cascata della coagulazione. In tal modo viene inibita la formazione di trombina e conseguentemente lo sviluppo di trombi. Rivaroxaban non ha effetti inibitori diretti sulla trombina (fattore IIa), né inibisce direttamente l'aggregazione delle piastrine.

## Farmacocinetica
Dopo somministrazione per via orale il farmaco è rapidamente assorbito dal tratto gastrointestinale. La biodisponibilità assoluta di rivaroxaban appare alta (80% - 100%). La concentrazione plasmatica massima (Cmax) viene raggiunta entro 2-4 ore dall'assunzione della compressa. La contemporanea assunzione di cibo, per i bassi dosaggi, non influisce né sulla area sotto la curva (AUC) né sul picco di concentrazione. Pertanto rivaroxaban può essere assunto indipendentemente dai pasti.
A causa di un assorbimento ridotto, per la compressa da 20 mg è stata determinata una biodisponibilità orale del 66% in condizioni di digiuno. In caso di assunzione delle compresse da 20 mg con il cibo sono stati osservati aumenti del 39% dell’AUC media in confronto all'assunzione della compressa a digiuno; ciò indica un assorbimento pressoché completo e una biodisponibilità orale elevata. Le compresse di Xarelto da 15 mg e 20 mg devono essere assunte con il cibo. La variabilità inter-individuale di farmacocinetica di rivaroxaban è compresa tra il 30% e il 40%.
Il legame con le proteine plasmatiche è alto e pari a circa il 92%-95%, coinvolgendo in particolare l'albumina sierica.
Nell'organismo umano rivaroxaban viene metabolizzato tramite CYP3A4, CYP2J2 ed altri meccanismi CYP-indipendenti. L'emivita del farmaco varia tra le 7 e le 11 ore. Il 50% circa del farmaco è eliminato per via urinaria, con un 30% di una dose somministrata escreto direttamente nelle urine come principio attivo immodificato. Il restante 10% è invece eliminato per via fecale.
Nei soggetti anziani si osservano concentrazioni plasmatiche mediamente maggiori che nei soggetti giovani, verosimilmente in relazione alla ridotta clearance renale. Tuttavia il dato non ha rilevanza clinica e non è necessario alcun adattamento di posologia.

## Usi clinici
Il farmaco viene utilizzato nella prevenzione del tromboembolismo venoso (trombosi venosa profonda ed embolia polmonare) in soggetti adulti a rischio elevato, in quanto sottoposti ad interventi ortopedici di sostituzione elettiva dell'anca o del ginocchio.
A partire da settembre 2011 rivaroxaban è stato indicato dalla European Medicines Agency (EMA) e quindi approvato dalla Commissione Europea per l'utilizzo in due nuove indicazioni:
- la prevenzione dell'ictus e dell'embolia sistemica in pazienti adulti con fibrillazione atriale (FA) non-valvolare, con uno o più fattori di rischio (ad esempio ipertensione arteriosa, insufficienza cardiaca congestizia, età maggiore di 75 anni, diabete mellito, stroke precedenti o pregressi TIA)[18][19][20][21]
- il trattamento della trombosi venosa profonda (TVP) e la prevenzione della TVP recidivante e dell'embolia polmonare (EP) a seguito di una trombosi venosa profonda acuta, nei soggetti adulti.[22][23][24]

In Italia per le precedenti patologie è prescrivibile dal 2013, recependo così le statuizione della Commissione europea.
Nella prevenzione del tromboembolismo venoso post interventi chirurgici e nel trattamento del tromboembolismo acuto venoso ed arterioso è possibile ricorrere anche ad altri farmaci, quali ad esempio l'eparina, le eparine a basso peso molecolare e gli antagonisti della vitamina K.  Non è pertanto ancora completamente definito quale sia il reale campo di applicazione della nuova classe di anticoagulanti, gli inibitori diretti del fattore Xa.

## Effetti collaterali ed indesiderati
In corso di trattamento con rivaroxaban gli effetti avversi più frequentemente registrati sono stati: nausea, xerostomia, vomito, dispepsia, stipsi o diarrea, dolore addominale. In alcuni soggetti si registra un aumento della GGT e delle transaminasi (AST ed ALT) e più raramente dell'amilasi, della lipasi, della bilirubinemia, della LDH, della fosfatasi alcalina.
L'uso di rivaroxaban è stato associato a un incremento del rischio di emorragie occulte o conclamate in qualsiasi tessuto od organo. Tali emorragie, se di entità rilevante, possono successivamente indurre anemia. Fra le emorragie si segnalano ematomi, emorragie del tratto gastrointestinale (gengivali, rettali, ematemesi), ematuria, emorragie del tratto genitale e menorragia, epistassi, emorragia congiuntivale. Non è attualmente nota la frequenza con cui possano verificarsi emorragie in un organo critico (ad esempio nel cervello).
A settembre 2013 AIFA ha emesso una nota informativa concordata con l'European Medicines Agency (EMA) in cui si sottolinea che rivaroxaban non necessita di monitoraggio di routine dell'attività anticoagulante, ma che, tuttavia, gli studi clinici e l'esperienza post-marketing hanno dimostrato che gli eventi di sanguinamento maggiore, e fra questi gli stessi eventi fatali, non sono limitati al solo uso degli antagonisti della vitamina K od eparine a basso peso molecolare (EBPM) ma risultano essere significativamente elevati anche per rivaroxaban ed i nuovi anticoagulanti orali.

## Controindicazioni
Rivaroxaban è controindicato nei soggetti con ipersensibilità nota al principio attivo oppure ad uno qualunque degli eccipienti.
Esiste controindicazione all'utilizzo in soggetti con emorragie in atto clinicamente significative, ed in coloro che sono affetti da epatopatia associata a coagulopatia e rischio emorragico. Da evitare anche nelle donne in gravidanza o che allattano al seno.

## Dosi terapeutiche
Nei soggetti adulti la dose consigliata per la prevenzione dell'ictus e dell'embolia sistemica è pari a 10–15 mg di rivaroxaban una volta al giorno per via orale. La prima assunzione deve avvenire entro 6-10 ore dall'intervento, purché sia stata garantita l'emostasi. La durata del trattamento dipende dalla stratificazione del rischio di tromboembolismo venoso, ed è in relazione con il tipo di intervento chirurgico ortopedico. Pertanto:
- Nei soggetti con interventi di chirurgia maggiore al ginocchio, si raccomanda un trattamento di 2 settimane.
- Nei soggetti con interventi di chirurgia maggiore all'anca, si raccomanda un trattamento di 5 settimane.

Per il trattamento della trombosi venosa profonda (TVP) ed il trattamento dell'embolia polmonare (EP) la dose raccomandata è invece di 15 mg, due volte al dì, per le prime tre settimane. A seguire si deve assumere una dose di 20 mg una volta al giorno.
La durata del trattamento (che può essere "breve", ovvero non superiore a 3 mesi, oppure "lunga", cioè di durata maggiore) deve essere individualizzata soppesando attentamente i benefici attesi dal trattamento in rapporto al rischio emorragico. 
Il farmaco può essere assunto indipendentemente dai pasti. 
Rivaroxaban deve essere usato con cautela in soggetti con insufficienza renale grave (clearance della creatinina < 30 ml/min) mentre ne è sconsigliato l'uso in soggetti con epatopatia associata a coagulopatia e rischio emorragico clinicamente significativo.

## Sovradosaggio
In caso di sovradosaggio di rivaroxaban si possono verificare complicazioni emorragiche, anche gravi. In caso di assunzione recente si può ricorrere all'uso di carbone vegetale attivo al fine di ridurre l'assorbimento. Oltre al rinvio della somministrazione successiva si deve prendere in considerazione l'opportunità di interruzione del trattamento. Eventuali emorragie in atto debbono essere trattate nel modo più opportuno, ad esempi ricorrendo alla compressione meccanica, od alla sostituzione dei liquidi e supporto emodinamico con trasfusioni di sangue o di emoderivati.
Né la protamina solfato né la vitamina K sembrano poter influire sull'attività anticoagulante del farmaco. Non è disponibile alcun antidoto specifico in grado di antagonizzare gli effetti di rivaroxaban. Sta per essere approvato dall'agenzia americana Food and Drug Administration il nuovo antidoto per il farmaco Eliquis (apixaban). L'antidoto, chiamato Andexanet Alfa (PRT064445), verrà utilizzato anche per il rivaroxaban in quanto in grado di bloccare l'azione degli inibitori del Fattore Xa della coagulazione, e la sua immissione in commercio è prevista per il 2016.